# Cysteodemus armatus
Cysteodemus armatus är en skalbaggsart som beskrevs av Leconte 1851. Cysteodemus armatus ingår i släktet Cysteodemus och familjen oljebaggar. Inga underarter finns listade i Catalogue of Life.

## Bildgalleri

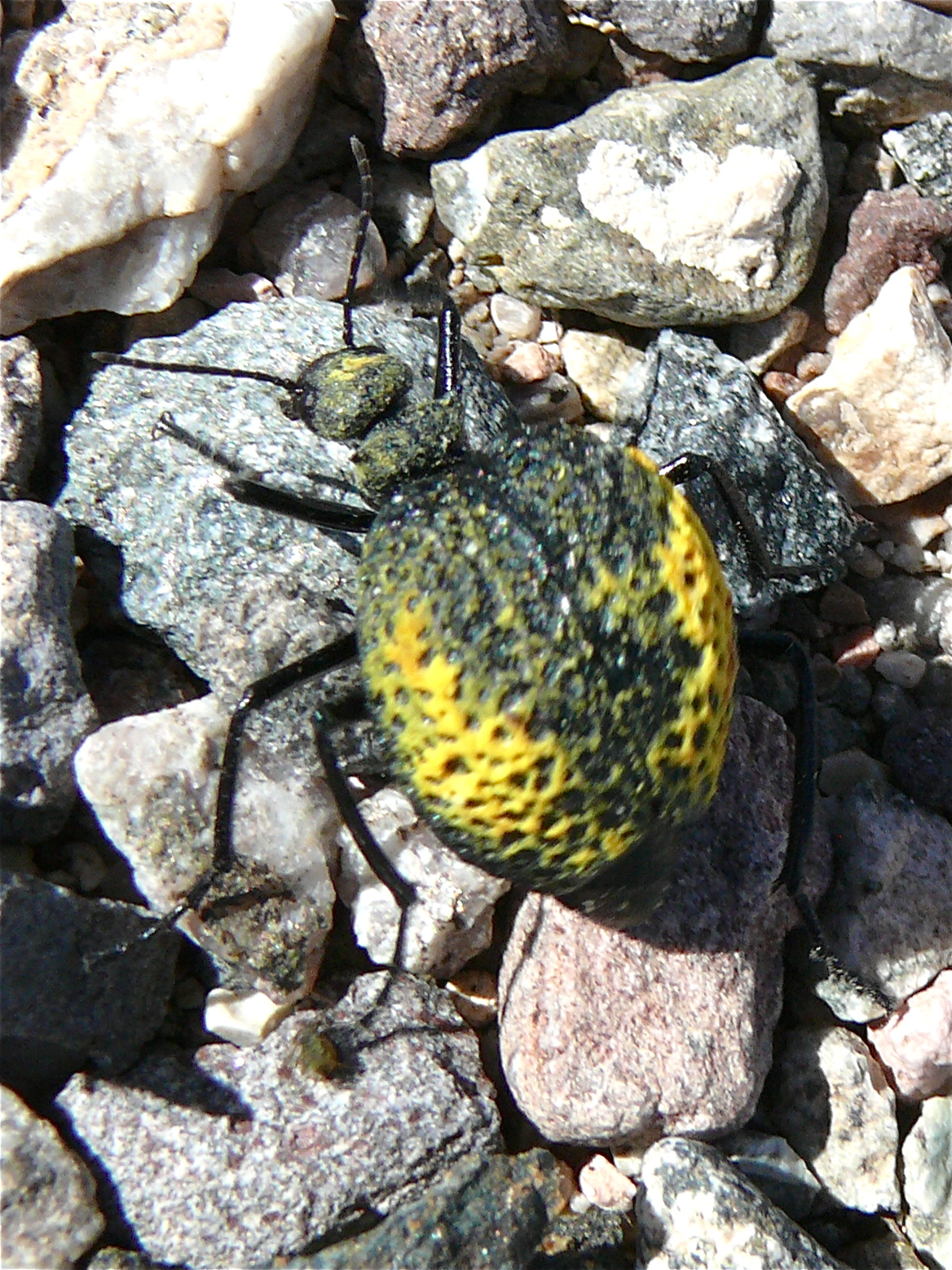
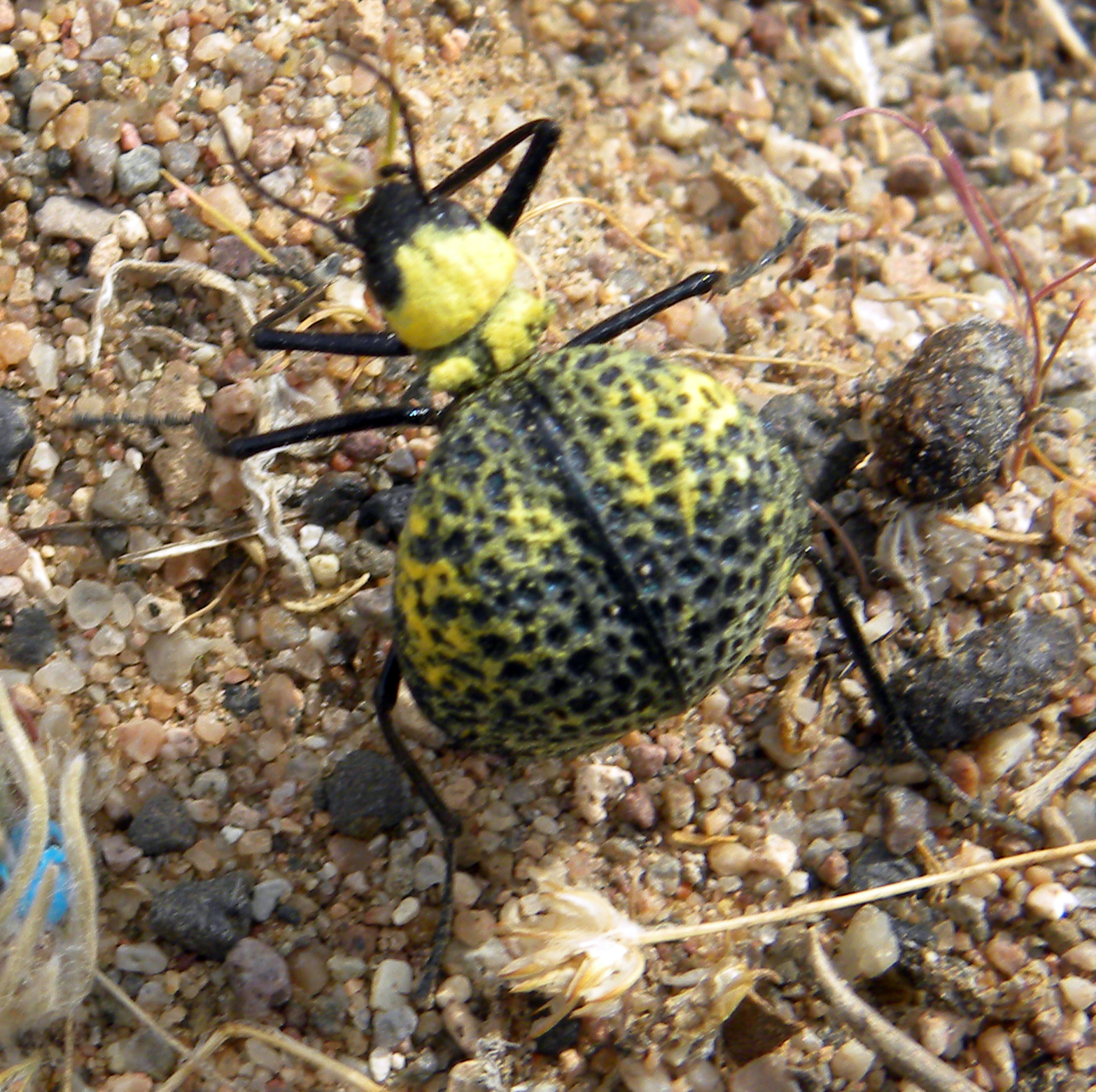